# Buenaventura Jáuregui Prieto
Buenaventura Jáuregui Prieto (* 29. November 1898 in Cogua; † 7. März 1983 in Bogotá) war ein kolumbianischer römisch-katholischer Geistlicher und Bischof von Zipaquirá.

## Leben
Buenaventura Jáuregui Prieto empfing am 29. Juni 1923 durch den Koadjutorerzbischof von Bogotá, Ismael Perdomo Borrero, das Sakrament der Priesterweihe.
Am 5. Dezember 1951 ernannte ihn Papst Pius XII. zum Titularbischof von Arethusa und zum Weihbischof in Medellín. Der Apostolische Nuntius in Kolumbien, Erzbischof Antonio Samorè, spendete ihm am 2. Februar 1952 die Bischofsweihe; Mitkonsekratoren waren der Weihbischof in Ibagué, Arturo Duque Villegas, und der Bischof von Ibagué, Pedro María Rodríguez Andrade.
Papst Pius XII. bestellte ihn am 8. Dezember 1957 zum Bischof von Zipaquirá. Jáuregui Prieto nahm an der ersten, zweiten und dritten Sitzungsperiode des Zweiten Vatikanischen Konzils teil. Am 8. Juli 1974 nahm Papst Paul VI. das von Buenaventura Jáuregui Prieto vorgebrachte Rücktrittsgesuch an.